# Ophiorrhiza rubella
Ophiorrhiza rubella är en måreväxtart som beskrevs av Pieter Willem Korthals. Ophiorrhiza rubella ingår i släktet Ophiorrhiza och familjen måreväxter. Inga underarter finns listade i Catalogue of Life.